# 청천초등학교 신월분교
청천초등학교 신월분교는 대한민국 충청북도 괴산군 청천면에 있었던 공립 초등학교이다.

## 연혁
- 1944년 5월 28일 청천공립국민학교 신월분교장 개교 (1학급)
- 1946년 11월 13일 신월국민학교 개교 (1학급)
- 1985년 3월 12일 병설유치원 개원 (1학급)
- 1993년 2월 16일 제38회 졸업(38회까지 총 졸업생 : 1,532명 (21회 졸업생 67명))
- 1993년 3월 1일 청천국민학교 신월분교장으로 통합
- 1996년 3월 1일 청천초등학교 신월분교장 명칭 변경
- 2007년 2월 28일 폐교